# Bill Foster (politico)
George William Foster, detto Bill (Madison, 7 ottobre 1955), è un politico e fisico statunitense, membro della Camera dei Rappresentanti per lo stato dell'Illinois dal 2013 ed in precedenza dal 2008 al 2011.

## Biografia
Nato nel Wisconsin, Foster studiò fisica all'Università del Wisconsin-Madison e ad Harvard. Successivamente si trasferì nell'Illinois lavorando come esperto di fisica delle particelle al Fermilab.
Membro della American Physical Society, Foster fu uno dei ricercatori insigniti del Premio Bruno Rossi nel 1989 per il loro lavoro sui neutrini solari.
Alla fine del 2007 l'ex Presidente della Camera Dennis Hastert rassegnò le dimissioni da deputato e Foster si candidò per il seggio con il Partito Democratico, venendo eletto. A novembre del 2008 venne riconfermato per un mandato completo, ma nel 2010 fu sconfitto dall'avversario repubblicano Randy Hultgren.
Nel 2012 Foster decise di ricandidarsi al Congresso sfidando la deputata repubblicana in carica da quattordici anni Judy Biggert. Alla fine Foster prevalse sulla Biggert e riuscì a tornare alla Camera dopo due anni di assenza.